# Дуршин водопад
Дуршин скок е водопад в Северозападна България, обявен за природна забележителност. Намира в Община Георги Дамяново, област Монтана и е на около 1 километър от границата със Сърбия.